# Alfonsas Žalys
Alfonsas Žalys (* 5. Oktober 1929 in Raizgiai, Rajongemeinde Šiauliai; † 12. Dezember 2006 in Klaipėda,  Litauen) war ein sowjetlitauischer Politiker.

## Leben

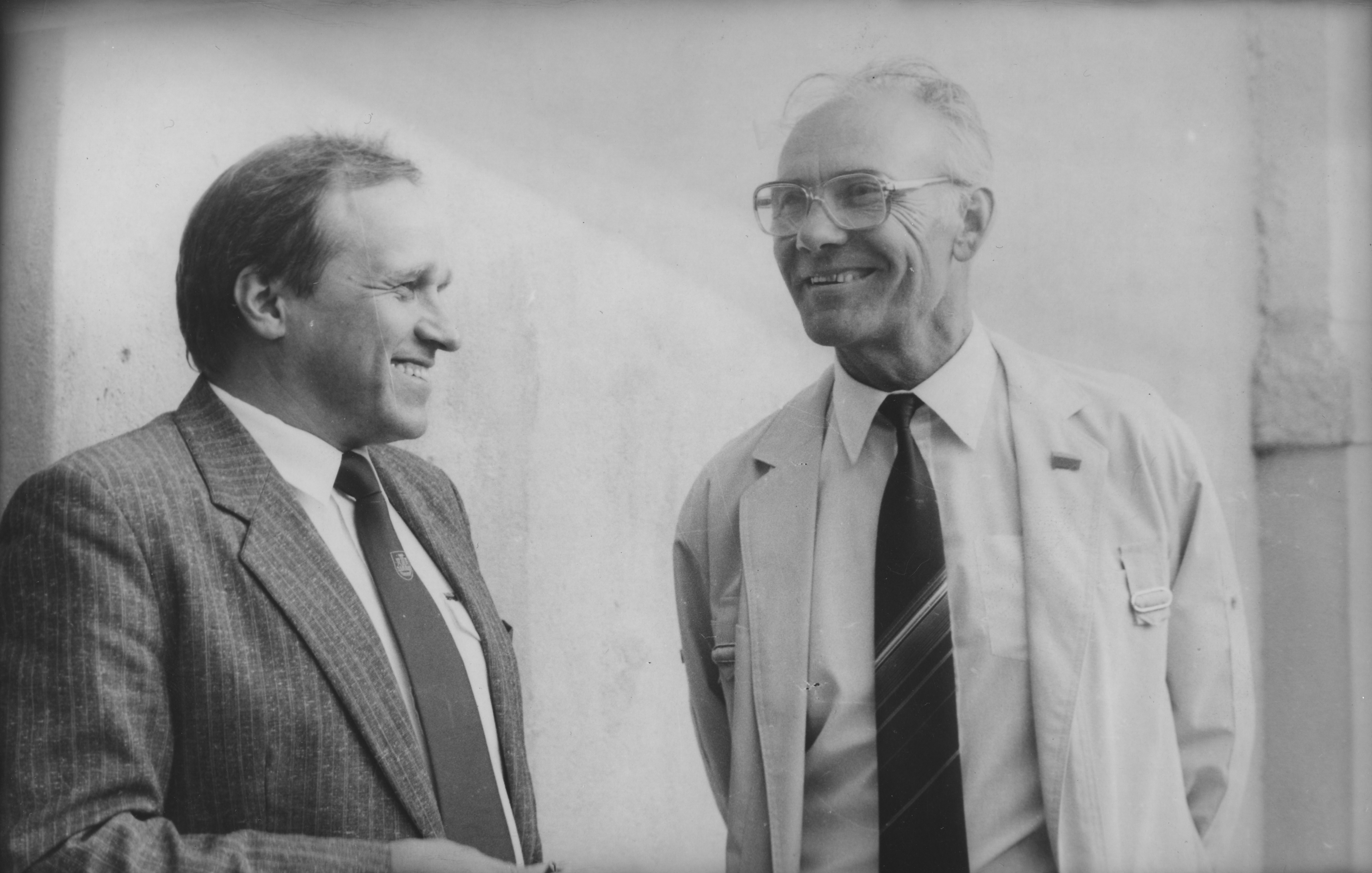
Vytautas Čepas mit Alfonsas Žalys (rechts) in Klaipėda, August 1992

Er lernte in Šiauliai, Telšiai, Lyduvėnai, Šiluva, Radviliškis. Von 1950 bis 1953 leistete er den Sowjetarmeedienst. Von 1953 bis 1957 war er Journalist in  Tytuvėnai.
Von 1957 bis 1961 absolvierte er die Parteihochschule in Vilnius und 1964 das Studium der Wirtschaft an der Vilniaus universitetas. Von 1969 bis 1990 war er Vorsitzender des Ausführungskomittes der Volksdeputatenrats Klaipėda (Bürgermeister).
Von 1990 bis 1992 war er Mitglied des Seimas, von 1990 bis 1995, 1995–1997, 1998–2000 und 2001–2003 Mitglied im Stadtrat Klaipėda.
Er ist verheiratet und hat den Sohn Vytautas.

## Auszeichnungen
- Ehrendoktor der Klaipėdos universitetas
- Ehrenbürger von Klaipėda.

## Bibliografie
- Alfonsas Žalys. Prisikėlimas: atsiminimai ir apmąstymai. – Klaipėda: Eglės leidykla, 2005. – 500 p.: iliustr. – ISBN 9955-542-20-9
- Alfonsas Žalys: biografinė apybraiža (sud. Antanas Stanevičius). – V.: Artlora, 2009. – 259 p.: iliustr. – ISBN 978-9955-508-29-8